# Gunung Mesjid
Gunung Mesjid är ett berg i Indonesien.   Det ligger i provinsen Aceh, i den västra delen av landet, 1 500 km nordväst om huvudstaden Jakarta. Toppen på Gunung Mesjid är 224 meter över havet.
Terrängen runt Gunung Mesjid är kuperad åt sydväst, men åt nordost är den platt.Runt Gunung Mesjid är det glesbefolkat, med 13 invånare per kvadratkilometer. I omgivningarna runt Gunung Mesjid växer i huvudsak städsegrön lövskog.